# Tysk-katolicismen
Tysk-katolicismen var ett rationalistiskt trossamfund, som 1845 utträdde ur Romersk-katolska kyrkan. 
Den tysk-katolska rörelsen hade samband med 1840-talets frihetsrörelser på det politiska och teologiska området. Inom Romersk-katolska kyrkan gick strömmen i allmänhet i ultramontanistisk riktning. Men tendenser åt motsatt håll förspordes även. Särskilt bemärkt gjorde sig Johannes Ronge. På ett möte i Leipzig 1845 sökte man förena alla element i en tysk-katolsk kyrka. Olika ståndpunkter gjordes där gällande. Somliga opponerade endast mot de påvliga maktsträvandena, andra, som Ronge själv, intog en avancerad teologisk och religiös ståndpunkt. 
De närmaste åren firade Ronge, som var en lidelsefull agitator, stora triumfer. Tysk-katolska församlingar bildades, vilkas medlemsantal 1846 uppgick till omkring 60 000. Liberala universitetsmän och politiker intresserade sig för rörelsen och uppmuntrade den. Preussiska regeringen bland andra ställde sig tolerant till en början, men skarpa mothugg kom från de bayerska och österrikiska regeringarna. Mest ödesdigert verkade emellertid splittringen inom de egna leden och den ringa religiösa intensiteten. Redan 1847 började tysk-katolicismen gå tillbaka, och denna tillbakagång kunde inte hejdas genom de lättnader i yttre hänseende, som blev en följd av revolutionsåret 1848. Ultramontanismen gick segerrikt fram. Vid Ronges död 1887 fanns det inte mycket kvar av den tysk-katolska kyrkan. Sedan 1859 förenade man sig nästan överallt med de rationalistiska fria församlingar, som uppstått genom separation från den evangeliska kyrkan.